# Robert Simson

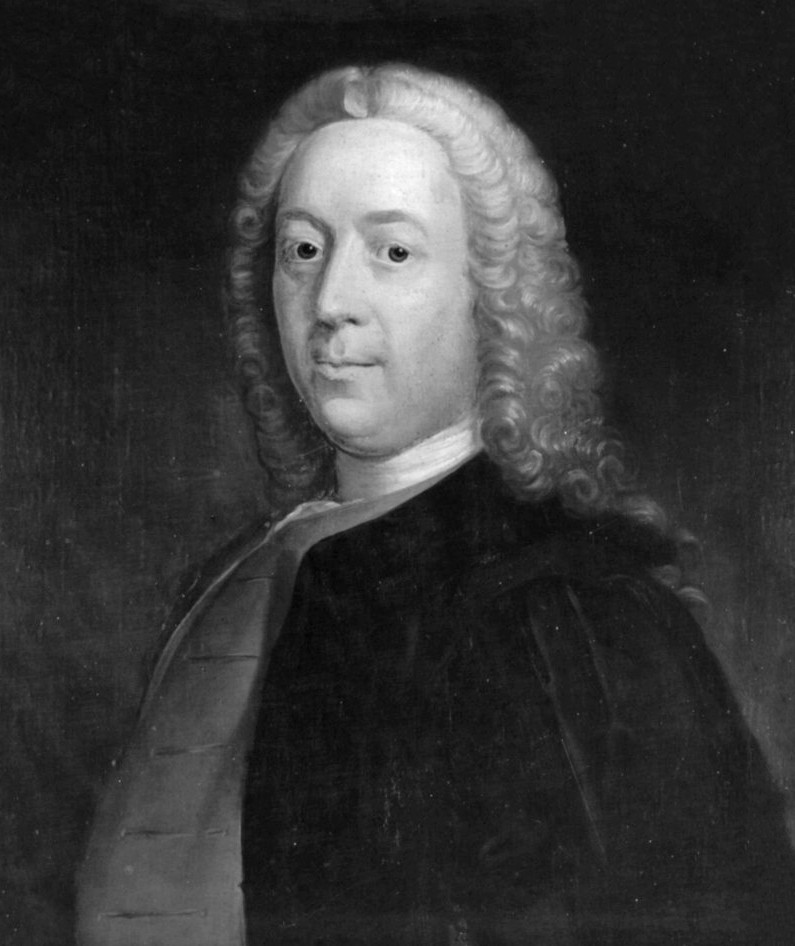
Robert Simson

Robert Simson (West Kilbride, 14 oktober 1687 – Glasgow, 1 oktober 1768) was een wiskundige uit Schotland, die voornamelijk op het gebied van de meetkunde werkzaam was.

## Leven en werk
Robert Simson, de oudste zoon van John Simson of Kirktonhall, die koopman was in Glasgow, werd West Kilbride geboren. West Kilbride ligt in Ayrshire in het westen van Schotland. Hij begon in 1702 aan de Universiteit van Glasgow te studeren om predikant van de Kerk van Schotland te worden. Hij studeerde theologie, maar moest daarvoor ook Arabisch en de geschiedenis van de klassieke oudheid leren. Hij verwisselde die studie voor de wiskunde, deels als zelfstudie, omdat de onnauwkeurige en speculatieve redeneertrant van de theologie hem niet beviel. Hij was meer in het exacte denken geïnteresseerd. Hij kwam door het lezen van wiskundige literatuur, zoals de Elementen van Euclides, bij de wiskunde terecht.
Toen Robert Sinclair in 1710 met emeritaat ging, werd zijn wiskunde-leerstoel aan Simson aangeboden. Deze nam dit aanbod niet onmiddellijk aan, maar om zijn kennis te vergroten ging hij eerst een jaar naar Londen. Hij ontmoette daar vooraanstaande wetenschappers, onder wie Edmond Halley, die Simson’s belangstelling voor de oud-Griekse meetkunde aanwakkerde. Simson werd op 11 november 1712 in de functie van hoogleraar benoemd in de wiskunde aan de Universiteit van Glasgow. Hij bleef dat tot 1761. Twee van zijn studenten waren de bekende wiskundigen Colin Maclaurin (1698–1746) en Matthew Stewart (1717–1785). Hij hield zich na zijn emeritaat voornamelijk bezig met het aanbrengen van wijzigingen in zijn wiskundige werk.
Hij overleed in 1768 en werd op Blackfriars Cemetry in Glasgow begraven.

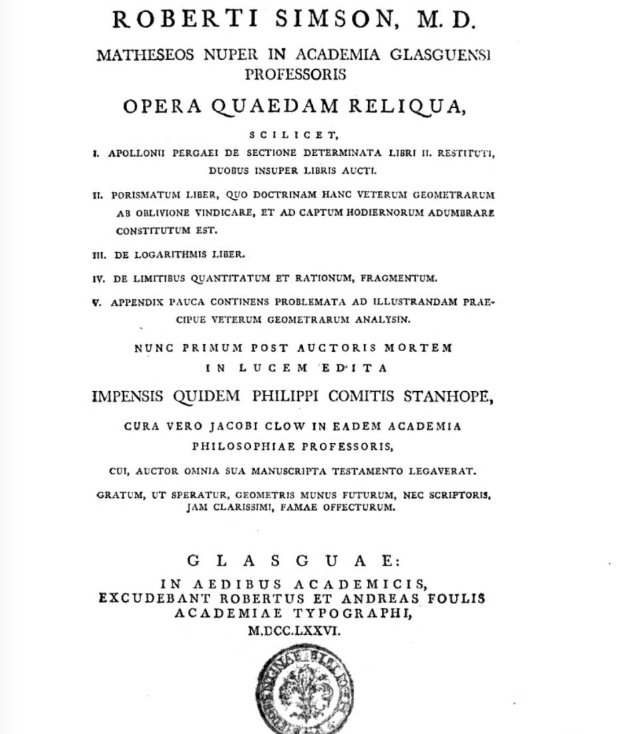
Titelpagina Simson's Opera (postuum)

## Meetkunde
Op het terrein van de meetkunde is Simson voornamelijk bekend om de naar hem (ten onrechte) genoemde lijn in de euclidische meetkunde: de rechte van Wallace of rechte van Simson, dat is hetzelfde. Het is door John S. Mackay (1843–1914), de eerste voorzitter van de Edinburgh Mathematical Society, onderzocht en hij heeft van zijn onderzoek verslag gedaan. Nergens in het werk van Simson is een spoor van de lijn terug te vinden.
De eerste die het principe van de bedoelde lijn beschreef, is met meer zekerheid de Schotse wiskundige William Wallace (1768–1843).
Simson’s aandacht ging in eerste instantie uit naar Euclides’ Porisma’s. Van dat werk, dat verloren is gegaan, is slechts kort melding gemaakt in de Collectiones Mathematicæ van Pappos van Alexandrië. Simson slaagde er na grondig onderzoek in de porisma’s te reconstrueren. Hij publiceerde zijn eerste bevindingen in 1723 in een artikel voor de Royal Society of Edinburgh. Zijn volledige onderzoek  verscheen in 1776, postuum, als De Porismatibus Tractatus
Simson hield zich veel met de gepubliceerde commentaren op de werken van de oud-Griekse wiskundigen bezig, vooral die over de meetkunde.
Hij schreef Sectionum Conicarum Libri V, dat in 1735 verscheen en dat hij gedeeltelijk als een inleiding op de verhandeling door Apollonius van Perga over kegelsneden had bedoeld. Simson verzette zich tegen de algebraïsche behandeling van kegelsneden en gebruikte in zijn eigen werk het model van de oudheid: hij deduceerde de eigenschappen van de verschillende krommen zonder symbolen te gebruiken. Een uitgebreidere editie verscheen in 1750. De eerste drie boeken van deze verhandeling zijn in het Engels vertaald en een aantal keer gedrukt als The Elements of Conic Sections. Simson publiceerde in 1749 de reconstructie van een verloren gegaan boek van Apollonius van Perga: Loci plani.
Zijn uitgave van Euclides’ Elementen, met de Boeken I-VI, XI en XII, een Latijns-Engelse uitgave is zeer bekend. Het boek is voor het eerst in 1756 in Glasgow uitgegeven en werd zelfs nog in 1933 herdrukt. Deze vertaling was lang in Groot-Brittannië het meest gebruikte boek voor de meetkunde.
Simson heeft Apollonius' verhandeling De sectio determinata vertaald, maar die vertaling werd pas na zijn overlijden in 1776 in een bundel met de titel Roberti Simson Opera quaedam reliqua
 uitgegeven. Het boek bevat behalve het reeds genoemde De Porismatibus Tractatus ook artikelen over logaritmen, De logarithmis, over de limieten, De limitibus quantitatum et rationum, en een paar problemen uit de analytische meetkunde.

## Getallen van Fibonacci
Simson ontdekte in 1753 onafhankelijk van Cassini een, ook naar hem genoemde, gelijkheid voor getallen in de rij van Fibonacci, namelijk de gelijkheid van Cassini, die in 1680 door Cassini is geformuleerd. Deze gelijkheid, die daardoor ook wel de identiteit van Cassini-Simson of de formule van Simson wordt genoemd, luidt:
{\displaystyle {F_{n-1}}\,\cdot \,{F_{n+1}}-F_{n}^{2}={(-\,1)^{n}}}
Hij gebruikte dat om te bewijzen dat de limiet van het quotiënt van twee op elkaar volgende Fibonacci-getallen naar de gulden snede convergeert:
{\displaystyle \mathop {\lim } \limits _{n\to \infty }{{F_{n}} \over {F_{n-1}}}={\textstyle {1 \over 2}}(1+{\sqrt {5}})=1,618...}
{\displaystyle {F_{n}}} is in beide formules het {\displaystyle n}-de getal in de rij van Fibonacci.